# یاوووو (شهرستان اوگوستوف)
یاوووو (به لاتین: Jałowo) یک روستا در لهستان است که در گمینا لیپسک واقع شده‌است.